# 李栢儉
李栢儉，GCLJ，QC，SC，JP（英語：Miles Henry Jackson-Lipkin，1924年5月24日—2012年2月18日），來自英國的香港大律師和法官，1981年至1987年任高等法院按察司，2007年1月與妻子馮閏禪一同被控詐取綜援和公屋單位罪名成立，成為香港歷史上首位入獄的前法官。
李栢儉在1951年於英格蘭及威爾斯取得執業大律師資格，1969年來港執業，曾參與彭利來毒馬案和前警司韓德貪污案等重大案件。李栢儉在1974年獲奉委為御用大律師，1981年出任高等法院按察司，惟1987年被傳媒揭發在1983年和1984年向名人錄International Who's Who（《國際名人錄》）虛報出生年份、在皇家海軍的服役年份和除役軍階，結果以健康理由辭職，此後繼續留在香港生活。
被指講究排場兼行為怪異的李栢儉雖然與妻子馮閏禪坐擁近200萬港元資產，但仍在2003年9月向社會福利署申領綜援，並獲成功批核，兩人隨後又獲編配華富邨華安樓的公屋單位。李栢儉夫婦詐騙綜援和公屋單位一事到2005年2月才被正式揭發，同年9月被警方落案起訴。不過，兩人多次以不同理由成功把案件押後審理，使案件拖延到2006年10月才正式開審。在2007年1月，兩人被判罪名成立，即時入獄11個月，但在同年5月的上訴中，主審法官以兩人年老體弱，再加上有兩名來自英國的資深法官撰寫求情信，兩人因此獲准減刑及當庭獲釋，引起輿論爭議。

## 生平

### 早年生涯
李栢儉在1924年5月24日生於英國利物浦一個富有家庭，父親I·J·傑克遜-利普金（I. J. Jackson-Lipkin）為醫學博士，母親名F·A·柏萊（F. A. Patley）。他早年先後入讀禧福郡克里斯托夫學校和哈羅公學，隨後升讀利物浦大學和牛津大學三一學院，曾於皇家海軍服役。
李栢儉在1951年從中殿律師學院取得英格蘭及威爾斯執業大律師資格，開展私人執業生涯，復於1963年取得香港的執業資格，1980年再獲得澳洲新南威爾斯省的執業資格。此外，他也是加拿大、香港和英國的特許仲裁員，身兼香港仲裁司學會會員，並在1996年當選英國特許仲裁員學會院士。
李栢儉在英國私人執業期間也成為家事法大律師公會會員和普通法大律師公會會員，另在1954年至1961年擔任法律界戲劇學會名譽秘書。他其他擔任過的公職包括在1951年至1956年擔任男童福利委員會倫敦監護人理事會理事、以及在1955年至1961年出任大眾圖書館叢書委員會委員。
作為保守黨支持者，他早年即為保守黨律師學會會員和南肯辛頓保守黨學會會員、另外是保守黨的報春花聯盟成員、在1951年至1959年擔任保守黨弓派會員、以及在1953年至1954年和在1960年至1961年任律師學院保守及統一黨學會行政理事會理事。李栢儉也是君主立憲制的支持者，他在1960年起出任英皇征服者威廉一世及其戰友後裔學會法律顧問，並嘗任君主主義者聯盟名譽理事會理事和香港代表、君主立憲協會理事會成員、以及紋章學會英國會員及香港本地秘書等。

### 香港執業
李栢儉在1969年轉到香港執業，最初在貝納祺律師行工作。在1970年轟動一時的毒馬案中，騎師彭利來和另外五名被告被指串謀毒害80多匹出賽馬匹，影響賽事結果，結果彭利來被判入獄兩年。當時李栢儉為彭利來的辯方代表，在案件審訊期間，其中一名控方證人曾私下向彭利來透露在警方的威逼利誘下作了部分假證供，建議彭利來召開記者會交代真相。由於李栢儉正身處海外，於是他聯絡另一律師關卓然協助把一筆款項交給該名控方證人，以便召開記者會。可是，部份款項後來遭他人侵吞，記者會不單開不成，關卓然更反被控告賄賂證人，後被判罪成監禁一年，經上訴得直才無罪獲釋。
在1971年，李栢儉受律師鍾世傑聘用，代表小巴公會控告時任交通事務處處長薛璞，指控160部新界小巴被當局非法扣押和吊銷牌照，向港府索償800萬港元。由於當時較少狀告政府的案件，因此案件備受注目，也迫使港府讓步提出和解。此外，他也曾經為前警司韓德的貪污案擔任辯方律師，及後於1974年獲得御用大律師榮銜，復於1977年受任為非官守太平紳士。李栢儉後來轉投新成立、屬於行內頂級的天博大律師事務所，並在該行工作至1981年為止。本地一些法官和大律師如王式英、蔡慧蘭和王正宇等，均曾經跟隨他工作。除了法律工作外，李栢儉也嘗任本地英文雜誌《Hong Kong Tatler》和BAB旅遊等公司的董事職務。
在香港執業期間，李栢儉在1973年至1975年代表大律師公會擔任港府最高法院圖書館委員會委員和法律援助常務委員會委員，並獲港府在1975年委任為稅務上訴委員會小組委員。他其他在香港擔任的公職包括在1974年出任基督教兒童基金香港區辦事處政策委員會委員，隨後於1977年至1978年出任主席，以及在1979年至1984年任香港青少年服務處行政委員會主席。本身自1952年成為英國醫學法律學會會員的他，也在1974年成為香港醫學法律學會會員，復於1976年至1984年任該會的委員會委員。

### 司法生涯

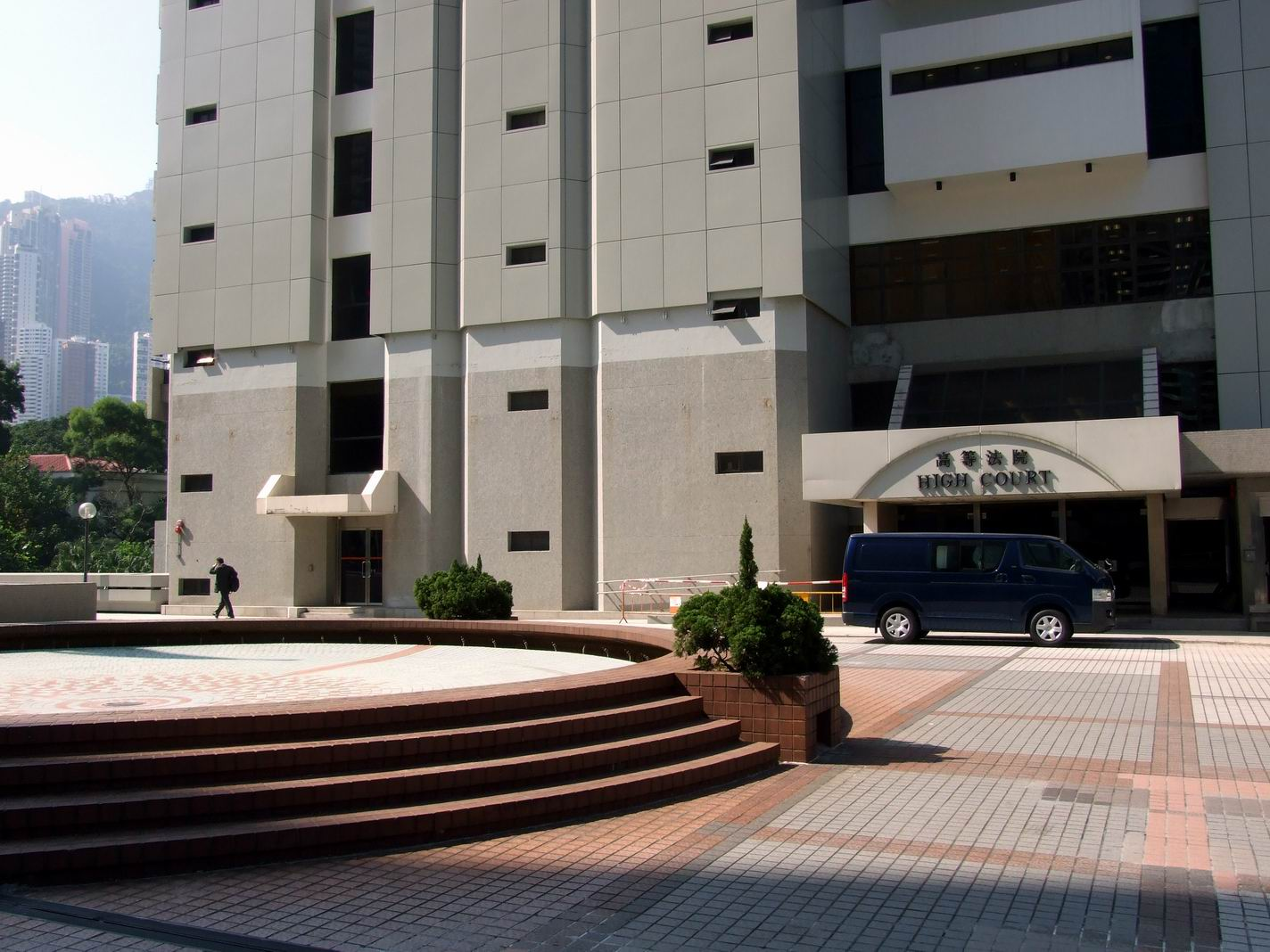
李栢儉在1981年至1987年任高等法院按察司，新最高法院大樓（圖）於1984年落成前，他在臨時設於新鴻基中心的法庭審案

在1981年，本身在法律界具一定份量的李栢儉獲港府委任為高等法院按察司，不再私人執業，在任數年間主要負責商業案件，同期還兼任汶萊最高法院專員。在任內，他又分別於1984年和1986年先後榮任愛丁堡蜂蜜酒釀酒師公司和倫敦仲裁員公司的同業公會成員，並在1986年獲授倫敦市榮譽市民名銜。然而，在香港高等法院和汶萊最高法院任職的李栢儉曾引起不少爭議，在1984年，他在汶萊審案時在庭上嘲諷當地法制「古老及不適用於今天」（antiquated and inappropriate to this day），結果觸怒汶萊蘇丹哈桑納爾·博爾基亞，使汶萊政府一度宣佈收緊對英國國民入境的簽證要求，激起一場小型的外交風波；在1986年，他在香港高等法院審理一宗商業訴訟時，把涉案的喉管形容為「欠缺性交的女性身體」（female parts devoid of a good screw），引來反響。
在港生活期間，據說李栢儉閒時喜愛出席軍團聚餐，在胸前佩帶各式軍事勳章，而且時常參觀軍營，特別愛受軍人敬禮。在社交圈子內，尤其是他出任按察司後，遂開始有傳聞質疑其勳章的真偽。在1987年，有傳媒披露他在1983年和1984年向名人錄International Who's Who（《國際名人錄》）虛報出生年份、在皇家海軍的服役年份和除役軍階，當中，他把自己的出生年份由1924年說成是1919年，又把自己加入皇家海軍的年份由1945年改為1939年。李栢儉在事件中承認自己的實際年齡比報稱年齡少，意味自己不單未到退休年齡，而且以往在社交場合講述不少關於在第二次世界大戰從軍的事蹟和不少軍事勳章都是虛構和偽造的。事件發生後不久，李栢儉宣佈以健康理由辭任高等法院按察司及相關職務，此後再未有被深究。
辭任法官後的李栢儉選擇留在香港，並繼續活躍於法律界，他在1994年出任倫敦國際仲裁法庭成員、1995年出任世界知識產權組織成員、以及在1996年擔任香港國際仲裁中心調解分組成員，另外還擔任好像是國際美酒佳餚學會香港區副主席等團體的職務，並擔任一些私人公司和仲裁公司的首席法律顧問。不過，某家他曾任職顧問的索償公司在後來被傳媒質疑從事包攬訴訟，涉嫌違反律師會操守。李栢儉還先後在1973年、1977年、1983年和1999年獲授耶路撤冷聖拉撒路勳章下設的CLJ勳銜、KLJ勳銜、KCLJ勳銜和GCLJ勳銜，以及在1998年成為勳章在蘇格蘭洛赫爾（Lochore）的總團長（Grand Priory of Lochore，GLJ），但這些勳章的職務都不是由英廷頒發和任命，並不包括任何英國爵位，只屬慈善性質的虛銜。

### 社會福利詐騙案

#### 犯案經過
辭任按察司後的李栢儉生活初時總算無憂，但經歷1997年的亞洲金融風暴後，他的財政狀況開始出現問題，最初被迫從深水灣豪宅搬到青龍頭，後因欠租多月面臨迫遷，在牧師朋友安排下與本身也是執業大律師的妻子馮閏禪入住九龍塘中華海岸老人院。

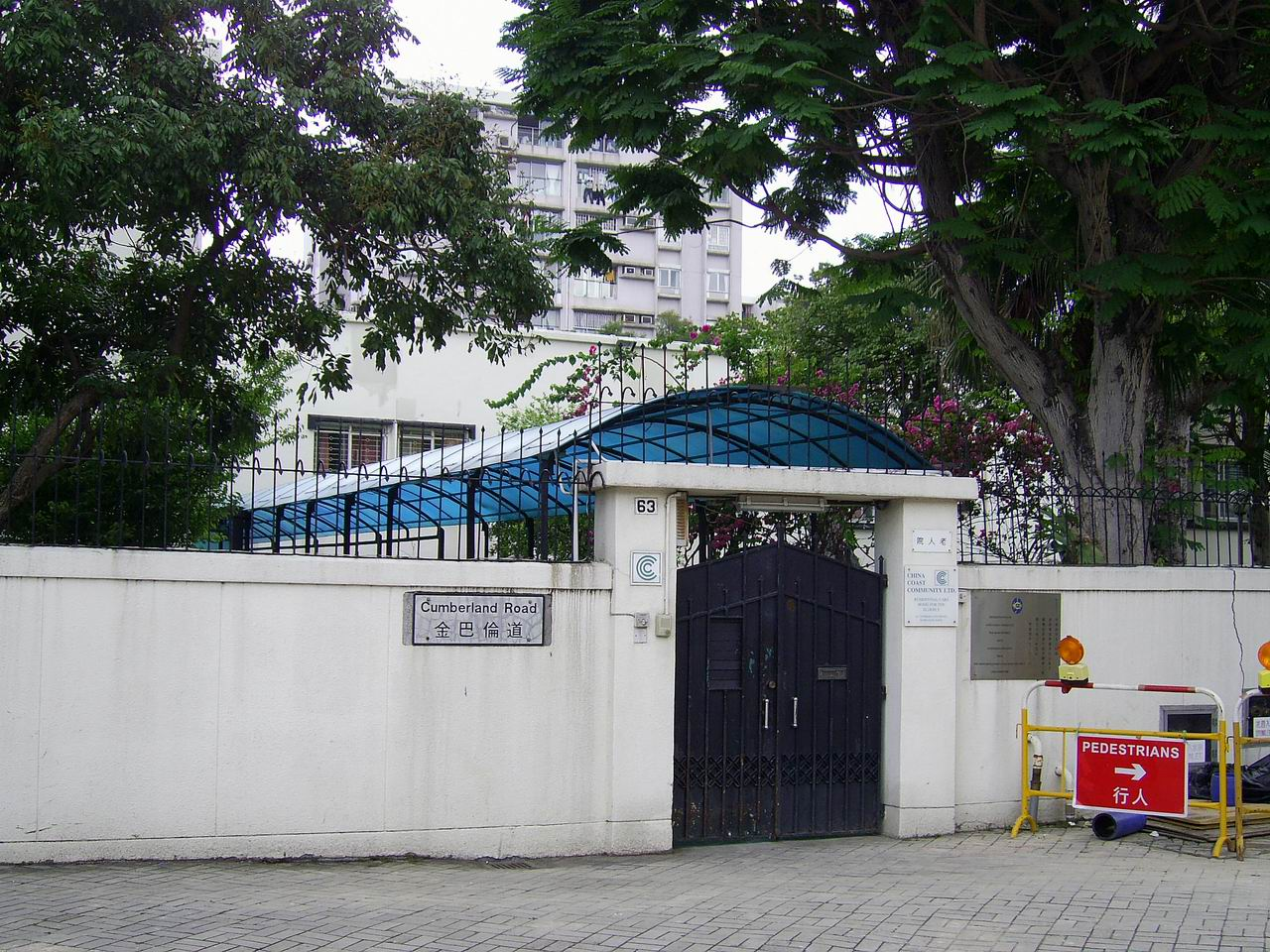
李栢儉夫婦曾入住的中華海岸老人院

在2003年9月，年屆79歲的李栢儉與78歲的妻子向社會福利署申領綜援，當時他們聲稱銀行戶口只餘下2,500港元，而且沒有收入，但事實上他們仍有高達193萬港元的資產，其中包括598,900港元銀行存款、536,100港元股票和一座位於溫哥華價值152萬港元的物業。扣除70萬港元債務後，他們的資產共值193萬港元，遠遠超出當局要求申領綜援人士資產不可多於51,000港元的規定。
社署由2003年9月開始向李栢儉夫婦發放綜援，最初金額每月約4,000港元，同年12月再調升到每月約7,300港元，又因他們年紀老邁的關係，社署在2004年2月和4月先後為他們安排入住九龍彩雲邨和彩虹邨的公屋單位，但馮閏禪兩度均以健康和醫生建議等理由，拒絕入住，到同年8月才接受入住港島華富邨華安樓的公屋單位。兩人遷入後即花上10萬港元豪華裝修單位，全屋地板鋪上大理石，又每月花費過萬港元繼續租用青龍頭的單位擺放雜物，而且還繼續住在中華海岸老人院。
李栢儉夫婦獲編配公屋單位後的生活依舊奢華，他們除了擁有白金卡和美國會等高級會所會籍外，還一年五次外遊北京和倫敦，其中一次更用5萬港元購買商務客位機票來往倫敦。在2003年9月至2005年2月間，兩人獲社署發放一共約10萬港元綜援，以及價值9,900港元的助聽器。

#### 審訊過程
李栢儉雖然在2004年獲社署發放一部價值9,900港元的助聽器，但他卻不滿助聽器款式太廉宜，於是致函時任政務司司長曾蔭權和社署投訴。有關投訴引起社署注意，覆檢其綜援個案後始發現有可疑，經調查後，決定把個案轉介警方跟進。在2005年2月，李栢儉夫婦被警方調查和問話，事件開始引起傳媒廣泛報導。同年10月，兩人被正式拘捕，控以詐騙、企圖詐騙及申請公屋時使用虛假資料等三項刑事罪名，同月在荃灣裁判法院提堂。在提堂當日，身穿西裝、頭戴紳士帽的李栢儉與妻子馮閏禪乘車抵達法庭時，更手執寫有「南蠻」的紙牌，以示對記者連月來追訪的不滿，一時間引起輿論嘩然。
李栢儉夫婦的詐騙案件原定於東區裁判法院開審，但到2006年3月改於九龍城裁判法院開審。不過，兩人卻運用其法律知識，以跌傷頭入院和老人痴呆症等健康理由缺席聆訊或申請永久終止聆訊，使案件被迫七度押後。在2006年10月，主審裁判官李瀚良表示已「忍無可忍」，指兩人出現太多的「巧合」，事件已接近法庭不可容忍的程度，要求他們「好好保重身體」，案件最終才於10月18日正式開審。

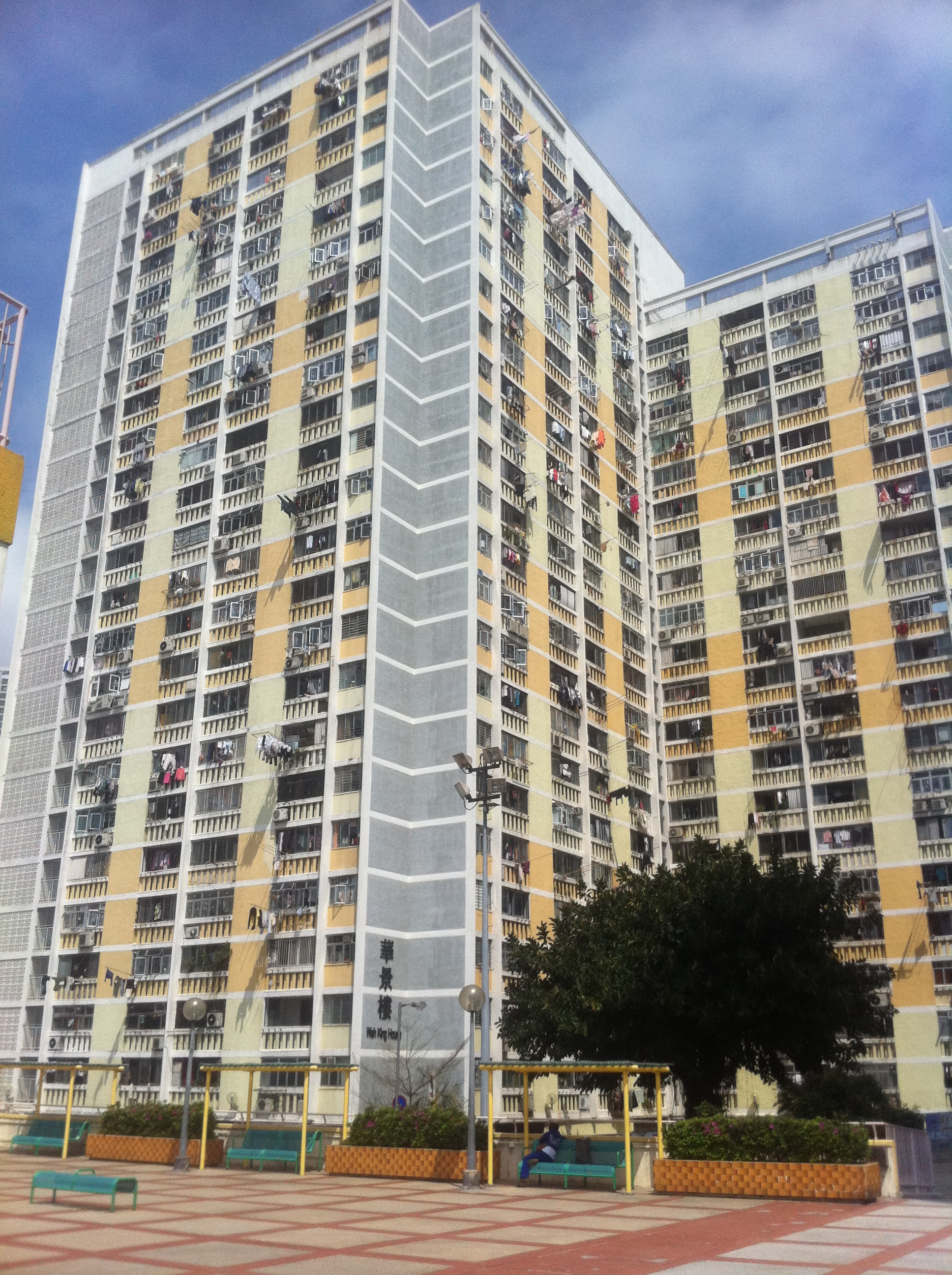
被指擁有近200萬港元資產的李栢儉夫婦，在2004年8月獲當局編配香港仔華富邨一個公屋單位（圖為華富邨某座）

在案件審訊期間，李栢儉夫婦多番否認詐騙指控，其中馮閏禪被指身為大律師，為何在申領綜援時仍然在確認資產符合規定的聲明書上簽署。她解釋，當日社署職員沒有叫她帶備《聖經》宣誓，所有沒有看清楚便在聲明書上簽署。對於各地擁有眾多資產和物業的指控，馮閏禪辯稱夫婦倆在全球各地開立很多銀行戶口，已記不清擁有哪些戶口，又因為擔心銀行催繳逾期款項，因此很少拆開銀行的信件，而溫哥華的物業更屬負資產。李栢儉也辯稱，外遊的機票費用和公屋單位的裝修費用都是由朋友代付，不過他卻未能向法庭提供證明。雖然如此，李栢儉夫婦在審訊期間依舊生活奢華，曾被傳媒發現出入乘坐的士，而且還到美國會和陸羽茶室等高級場所用膳。此外，在出席聆訊時，李栢儉總是身穿筆挺西裝，頭戴紳士帽，但兩人均手持拐杖，表現蹣跚；然而兩人在平時卻表現精神，而李栢儉遇上記者跟蹤時更曾以拐杖作勢打人，且中氣十足。
在2007年1月12日，李瀚良就案件作出裁決，但李栢儉在前一天卻突然表示心臟不適，被送往瑪麗醫院留醫，再一次缺席聆訊。代表李栢儉夫婦的大律師最初申請押後裁決，但控方卻呈上一份報紙，指記者拍得李栢儉夫婦在1月11日中午仍然在美國會會所午膳，二人身體不像有異樣，而每次出庭都要坐輪椅的馮閏禪更不用別人扶助也可正常地步行。裁判官李瀚良認為李栢儉的缺席不影響公平性，決定如期作出裁決，並判處兩人三項罪名成立，命令還押兩人至1月26日判刑，以等待醫療報告。李栢儉隨即被移送到瑪麗醫院羈留病房，馮閏禪則被押解至荔枝角拘留所，以候判刑。
在2007年1月26日，李栢儉夫婦被李瀚良判監11個月，即時入獄，並要交還詐取的福利款項，李栢儉遂成為香港歷史上首位入獄的前法官。李栢儉被囚於赤柱監獄，而馮閏禪則囚禁於大欖懲教所。在案件審訊期間，李栢儉在庭上透露被警方調查時，一度身在英國的他與妻子曾接獲四名友人致電，當中一名在律政司擔任高官的朋友建議他們不要再返回香港以逃避檢控。控方與裁判官李瀚良曾下令李栢儉供出該名律政司高官的身份，但為他所拒絕。詐騙案審結後，律政司在李瀚良轉介下決定再控告李栢儉藐視法庭罪，同年3月19日於九龍城裁判法院被判罪名成立，判監一個月，和之前詐騙案的刑期同期執行。李瀚良在判刑時指出，李栢儉身為前法官卻藐視法庭及破壞市民對司法制度及律政司的信心，罪行嚴重，必須判處即時監禁。
李栢儉夫婦被判詐取社會福利罪名成立後，隨即提出上訴，他後來又要求保釋等候上訴，但遭高等法院法官麥明康（Michael A. McMahon）拒絕，高等法院原訟庭復於2007年5月25日由法官辛達誠（John L. Saunders）開庭審理上訴，李栢檢夫婦在庭上提交由英格蘭及威爾斯高等法院和上訴法院退休法官巴特勒-斯洛斯女男爵（Baroness Butler-Sloss）和英格蘭及威爾斯上訴法院法官馬修·索普爵士（Sir Mathew Thorpe）等人撰寫的求情信。辛達誠雖表明原審裁判官的判決「完全正確」，但考慮兩人年事已高，再加上撰寫求情信的兩位英國法官「德高望重」，求情信「極具份量」，結果李栢儉夫婦獲准減刑，並且即時獲釋。原本被判刑11個月的李栢儉夫婦，最終只在獄中過了約四個月的鐵窗生涯。李栢儉夫婦步出法庭後，馮閏禪更無需坐輪椅，健步如飛。當時不少輿論甚至是網民均猛烈批評原訟庭減刑的決定，質疑有權勢的人士在司法面前可獲優待，有網民更以「司法已死」形容判決。

### 晚年生涯
李栢儉夫婦在2007年5月出獄後，兩人以無家可歸，再加上以李栢儉要接受手術切除部份腎臟為理由，獲房屋署批准居住在華富邨華安樓的公屋單位至同年10月，但要每月繳交相等於市值大約2,000港元的租金。兩人後來被傳媒發現遷到附近的私人屋苑海怡半島居住，重新過著入獄前的生活。出獄後的李栢儉遊走於香港和英國之間，但曾接受腎臟手術的他，身體狀況大不如前。在2012年2月18日，李栢儉卒於英國倫敦，終年87歲，其葬禮在同年3月12日於倫敦舉行。

## 個人生活
李栢儉在1962年於英國倫敦與他的學徒馮閏禪（Lucille Yun-shim Fung Jackson-Lipkin）結婚。本身是華人的馮閏禪來自香港，畢業於香港大學，在英格蘭及威爾斯、香港和澳洲新南威爾斯省三均地擁有執業大律師資格，因英文名「Lucille Fung」的關係，在行內有「陸小鳳」之稱。李栢儉與馮閏禪育有一名兒子，名叫梁浩德（Gabriel Ho-tak Leung Jackson Lipkin），為執業律師。但《蘋果日報》有報導指出，梁浩德是馮閏禪嫁給李栢儉前所生的兒子，因此中文姓氏不姓李。
李栢儉喜愛園藝、紋章學、軍事、古典音樂、集郵和步行，曾著有一些有關歷史、法律和軍事的著作，並嘗任英國的承傳拉丁儀式學會會員、古老古蹟學會（Ancient Monuments Society）會員、以及皇家聖佐治學會英國會員和香港分會委員會委員。李栢儉曾經是英國和香港多所私人會所的會員，當中包括倫敦的海軍及陸軍會和瑪麗勒本木球會、以及香港的香港會、香港木球會、香港高爾夫球會、香港賽馬會、美國會和上海總會等。
李栢儉也十分喜愛中國文化，會打麻將，也略懂廣東話。雖然他在香港的時候總愛穿著已不流行的舊式西裝、頭戴紳士帽和手執拐杖，一身紳士打扮；可是在英國的時候，卻會身穿中式長衫，因此被形容為「比英國人更英國化」和「比中國人更中國化」。昔時擔任按察司的李栢儉也十分講究排場，雖然他獲編配了一輛政府私家車，但他卻寧願以自己的名貴賓利轎車代步，而他聘用的菲律賓籍司機身穿仿照皇家海軍制服的白色短衫和短褲，車頭再插上一支英國國旗，份外注目。
李栢儉也被形容為一位行為古怪的按察司，當年在法庭主持聆訊時，盛傳他要證人宣誓時「擲碟」和「吹蠟燭」，意味說謊話會有粉身碎骨和不得善終的下場。此外，每天午膳時間在下午兩時結束的時候，他都會站在法院大樓門口，向返回法院的其他按察司鞠躬行禮。在社會福利詐騙案中為李栢儉求情的兩名英國資深法官也不約而同地在求情信中指出，李栢儉是聰明的人，但卻因古怪的性格而招致潦倒的下場，最終才會干犯罪行。

## 部份著作
- "The Beaufort Legitimation", 1957.[2]

（直譯：〈蒲福家族的正統性〉，1957年。）
- "Scales of Justice", 1958.[2]

（直譯：〈司法天秤〉，1958年。）
- "Israel Naval Forces", 1959.[2]

（直譯：〈以色列海軍軍隊〉，1959年。）

## 榮譽

### 香港殊勳
- 御用大律師（Q.C.） （香港，1974年[2]）
- 太平紳士（J.P.） （非官守，1977年[2]）
- 資深大律師（S.C.） （因香港的Q.C.身份自動取得，1997年[2]）

### 其他虛銜
- 耶路撒冷聖拉撒路司令勳章（C.L.J.） （1973年[2]）
- 耶路撒冷聖拉撒路騎士勳章（K.L.J.） （1977年[2]）
- 耶路撒冷聖拉撒路爵級司令勳章（K.C.L.J.） （1983年[2]）
- 耶路撒冷聖拉撒路勳章團長（G.L.J.） （蘇格蘭洛赫爾總團長，1998年[2]）
- 耶路撒冷聖拉撒路爵級大十字司令勳章（G.C.L.J.） （1999年[2]）

## 注腳
1. ↑  舊譯李儉。（參見〈涉騙綜援，神化法官大起大落〉）
2. 1 2 3 4 5 6 7 8 9 10 11 12 13 14 15 16 17 18 19 20 21 22 23 24  "JACKSON-LIPKIN, Miles Henry, (Li Pak-Kim)" (2011)
3. 1 2 3 4 5 6 7 8 9 10 11 12  Sinclair (1984), p. 171.
4. 1 2 3 4 5 6 7 8 9 10 11 12 13 14 15 16 17  〈呃綜援罪成，前法官夫婦收監〉（2007年1月13日）
5. 1 2 3 4 5 6 7 8 9 10 11 12  〈涉騙綜援，神化法官大起大落〉（2005年6月1日）
6. 1 2 3 4  Merry (2012)
7. 1 2 3 4  "Funeral set for judge who landed in jail" (8 March 2012)
8. 1 2 3  〈馮閏禪緬懷風光：出世未窮過，李柏儉夫婦呃綜援表證罪成〉（2006年11月3日）
9. 1 2 3 4  〈李柏儉夫婦一年五外遊〉（2006年10月19日）
10. 1 2  〈李柏儉擁30萬照領綜援，三次返英國簽卡豪花費〉（2006年12月6日）
11. ↑  〈前法官疑騙綜援，夫婦未出席預審〉（2006年3月16日）
12. ↑  〈法官呃綜援案帶出壞訊息，博同情減刑激怒社福界〉（2007年5月26日）
13. 1 2  〈涉騙綜援退休法官妻出庭前跌倒，李柏儉案七度押後法官難忍〉（2006年10月17日）
14. 1 2  〈曾任大律師豈會盲目簽申請表，李柏儉妻調走資金扮窮〉（2006年11月16日）
15. ↑  〈李柏儉妻戶口遍全球〉（2006年11月4日）
16. 1 2 3  〈約友人到美國會享高級午餐，判罪前李柏儉夫婦照歎〉（2007年1月12日）
17. 1 2  〈李栢儉徒弟義助師傅求情〉（2007年1月24日）
18. ↑  〈李柏儉夫婦囚11月〉（2007年1月27日）
19. 1 2 3 4 5 6  〈退休呃綜援李栢儉夫婦囚11月，紳士法官剃鬚入獄〉（2007年1月27日）
20. 1 2  〈呃綜援案拒披露報訊人，退休法官李柏儉被控藐視法庭〉（2007年2月9日）
21. 1 2  〈拒供出勸喻不要回港律政司高官身份，李栢儉藐視法庭判監一個月 〉（2007年3月20日）
22. ↑  〈鬍鬚剃光容顏憔悴臨陣退縮，李柏儉駁回保釋〉（2007年2月23日）
23. 1 2  〈求情信重點〉（2007年5月26日）
24. 1 2 3 4 5  〈李柏儉夫婦提早放監，網民怒轟「司法已死」〉（2007年5月26日）
25. ↑  〈獲偏袒冇悔意圖上訴霸公屋，李柏儉無恥網民怒吼〉（2007年5月27日）
26. 1 2 3  〈眷戀公屋日子返華富村行街，李柏儉豪遷大屋閒遊舊居〉（2007年9月18日）
27. ↑  〈李柏儉夫婦今判刑〉（2007年1月26日）
28. ↑  〈騙綜援前法官提早釋放〉（2007年5月26日）

### 英文資料
- "JACKSON-LIPKIN, Miles Henry, (Li Pak-Kim)", Who's Who. London: A & C Black, 2011.
- Sinclair, Kevin, "JACKSON-LIPKIN, Miles Henry", Who's Who in Hong Kong. Hong Kong: Database Pub., 1984.
- "Funeral set for judge who landed in jail", The Standard, 8 March 2012. 網上版本
- Merry, Malcolm, "Not Entirely Legal - Part 48", Hong Kong Legal Community. LexisNexis, 28 March 2012. 網頁

### 中文資料
- 〈涉騙綜援，神化法官大起大落〉，《東周刊》A36，2005年6月1日。
- 〈前法官疑騙綜援，夫婦未出席預審〉，《成報》A07，2006年3月16日。
- 〈涉騙綜援退休法官妻出庭前跌倒，李柏儉案七度押後法官難忍〉，《蘋果日報》A02，2006年10月17日。
- 〈李柏儉夫婦一年五外遊〉，《東方日報》A30，2006年10月19日。
- 〈馮閏禪緬懷風光：出世未窮過，李柏儉夫婦呃綜援表證罪成〉，《太陽報》A22，2006年11月3日。
- 〈李柏儉妻戶口遍全球〉，《太陽報》A18，2006年11月4日。
- 〈曾任大律師豈會盲目簽申請表，李柏儉妻調走資金扮窮〉，《太陽報》A12，2006年11月16日。
- 〈李柏儉擁30萬照領綜援，三次返英國簽卡豪花費〉，《太陽報》A08，2006年12月6日。
- 〈約友人到美國會享高級午餐，判罪前李柏儉夫婦照歎〉，《太陽報》A04，2007年1月12日。
- 〈呃綜援罪成，前法官夫婦收監〉，《蘋果日報》A01，2007年1月13日。
- 〈李栢儉徒弟義助師傅求情〉，《蘋果日報》A04，2007年1月24日。
- 〈退休呃綜援李栢儉夫婦囚11月，紳士法官剃鬚入獄〉，《蘋果日報》A01，2007年1月27日。
- 〈李柏儉夫婦今判刑〉，《東方日報》A24，2007年1月26日。網上版本 （页面存档备份，存于）
- 〈李柏儉夫婦囚11月〉，《太陽報》A02，2007年1月27日。
- 〈呃綜援案拒披露報訊人，退休法官李柏儉被控藐視法庭〉，《蘋果日報》A22，2007年2月9日。
- 〈鬍鬚剃光容顏憔悴臨陣退縮，李柏儉駁回保釋〉，《太陽報》A04，2007年2月23日。
- 〈拒供出勸喻不要回港律政司高官身份，李栢儉藐視法庭判監一個月 〉，《太陽報》A12，2007年3月20日。
- 〈李柏儉夫婦提早放監，網民怒轟「司法已死」〉，《太陽報》A01，2007年5月26日。
- 〈法官呃綜援案帶出壞訊息，博同情減刑激怒社福界〉，《太陽報》A02，2007年5月26日。
- 〈求情信重點〉，《文匯報》，2007年5月26日。網上版本
- 〈騙綜援前法官提早釋放〉，《星島日報》A22，2007年5月26日。網上版本 Archive.today的存檔，存档日期2013-04-28
- 〈獲偏袒冇悔意圖上訴霸公屋，李柏儉無恥網民怒吼〉，《太陽報》A08，2007年5月27日。
- 〈眷戀公屋日子返華富村行街，李柏儉豪遷大屋閒遊舊居〉，《太陽報》A24，2007年9月18日。

## 外部連結
- 李栢儉夫婦詐騙社會福利剪報
- 不是社論：李栢儉提早獲釋難服眾 （页面存档备份，存于）
- 求情兩法官在英名望高 （页面存档备份，存于），《文匯報》，2007年5月26日